# New Jack City
New Jack City és una pel·lícula estatunidenca dirigida per Mario Van Peebles el 1991. Ha estat doblada al català.

## Argument
En pocs anys, Nino Brown s'ha imposat com l'amo absolut d'una poderosa banda de traficants a Harlem, els « Cash Money Brothers ». Violència i corrupció són les seves armes predilectes. Controla i organitza el mercat del crack de Nova York, no dubtant en caçar immobles per transformar-los en gegantescos laboratoris clandestins. Dos oficials de policia, Scotty Appleton i Nick Peretti, uneixen els seus esforços per atrapar Nino i la seva perillosa banda. Tots dos han patit personalment la droga. L'un per haver estat ell mateix toxicòman, l'altre perquè la seva mare ha estat assassinada per un drogat.

## Repartiment
- Wesley Snipes: Nino Brown
- Ice-T Scotty Appleton
- Judd Nelson: Nick Peretti
- Allen Payne: Gee Money
- Chris Rock: Pookie
- Mario Van Peebles: Stone
- Michael Michele: Selina
- Bill Nunn: Duh Duh Duh Man
- Russell Wong: Park
- Bill Cobbs: vell
- Christopher Williams: Kareem Akbar
- Vanessa Williams: Keisha
- Tracy Camilla Johns: Uniqua
- Thalmus Rasulala: agent de connexió de la Policia
- John Aprea: Don Armeteo

## Banda original
- # Ice-T -New Jack Hustler (Nino's Theme)
- # Christopher Williams -I'm Dreamin'
- # Guy -New Jack City
- # Johnny Gill -I'm Still Waiting
- # Keith Sweat -(There You Go) Tellin' Me No Again
- # Danny Madden -Facts of Life
- # Troop, Levert, Queen Latifah -For the Love of Money/Living for the City [medley]
- # Color Me Badd -I Wanna Sex You Up
- # Essence -Lyrics 2 the Rhythm
- # FS Effect -Get It Together (Black Is a Force)
- # Two Live Crew -In the Dust